# Griekse luzernevlinder
De Griekse luzernevlinder (Colias aurorina) is een dagvlinder uit de familie Pieridae, de witjes. De soort komt vooral voor in het westen en midden van Griekenland, het Nabije Oosten en verder naar het oosten tot de Kaukasus, en zeldzaam in voormalig Joegoslavië. De spanwijdte bedraagt 35 tot 70 millimeter. Hij vliegt op een hoogte van 550 tot 2000 meter.
De waardplanten komen zijn soorten Astracantha en Astragalus.
De soort kent één generatie die vliegt van mei tot en met juli. De rups overwintert.